# Lindera floribunda

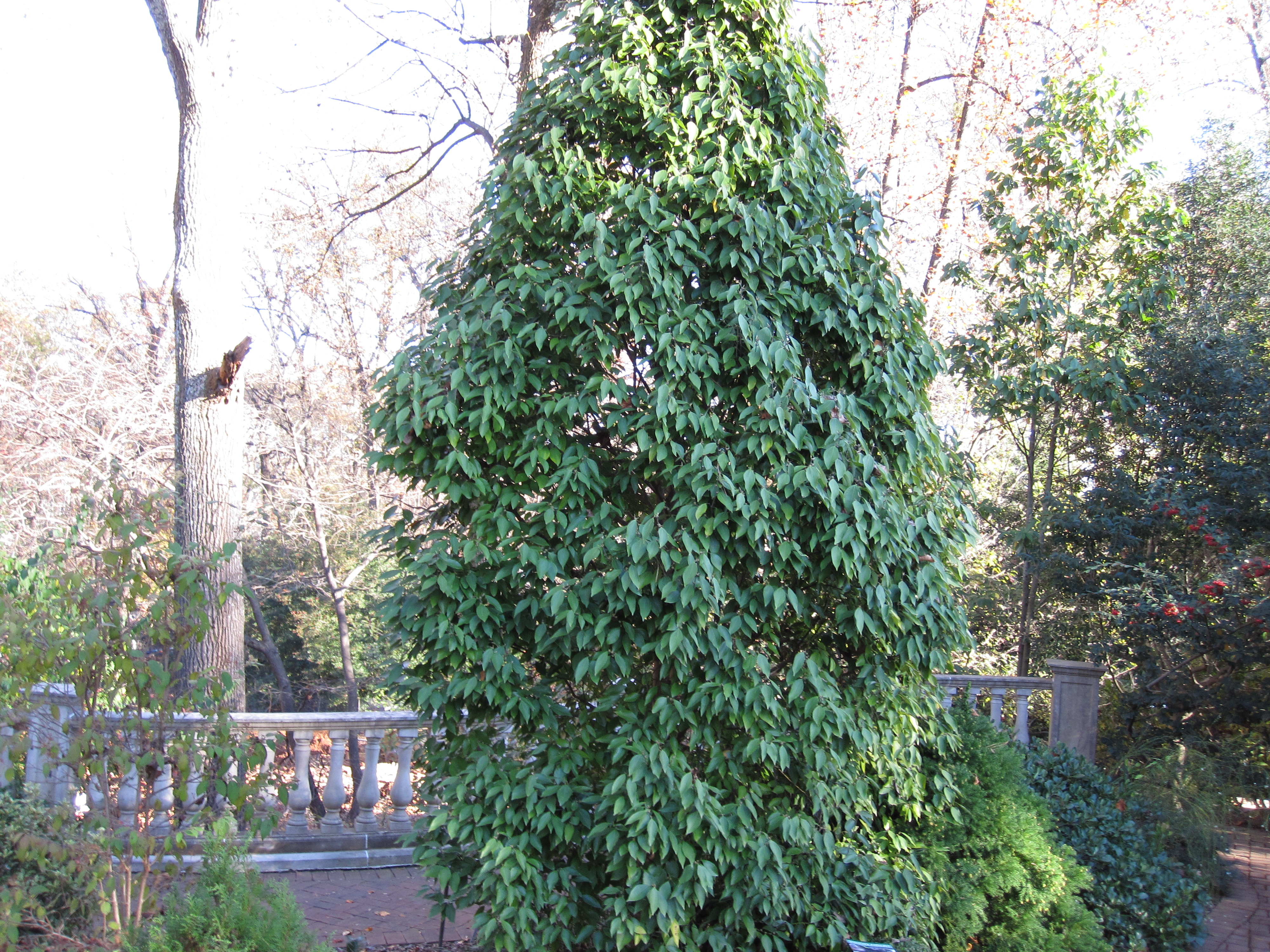

Lindera floribunda là loài thực vật có hoa trong họ Nguyệt quế. Loài này được (C.K. Allen) H.B. Cui miêu tả khoa học đầu tiên năm 1978.